# Contea di Ness
La contea di Ness in inglese Ness County è una contea dello Stato del Kansas, negli Stati Uniti. La popolazione al censimento del 2000 era di 3 454 abitanti. Il capoluogo di contea è Ness City